# Celtic Legends

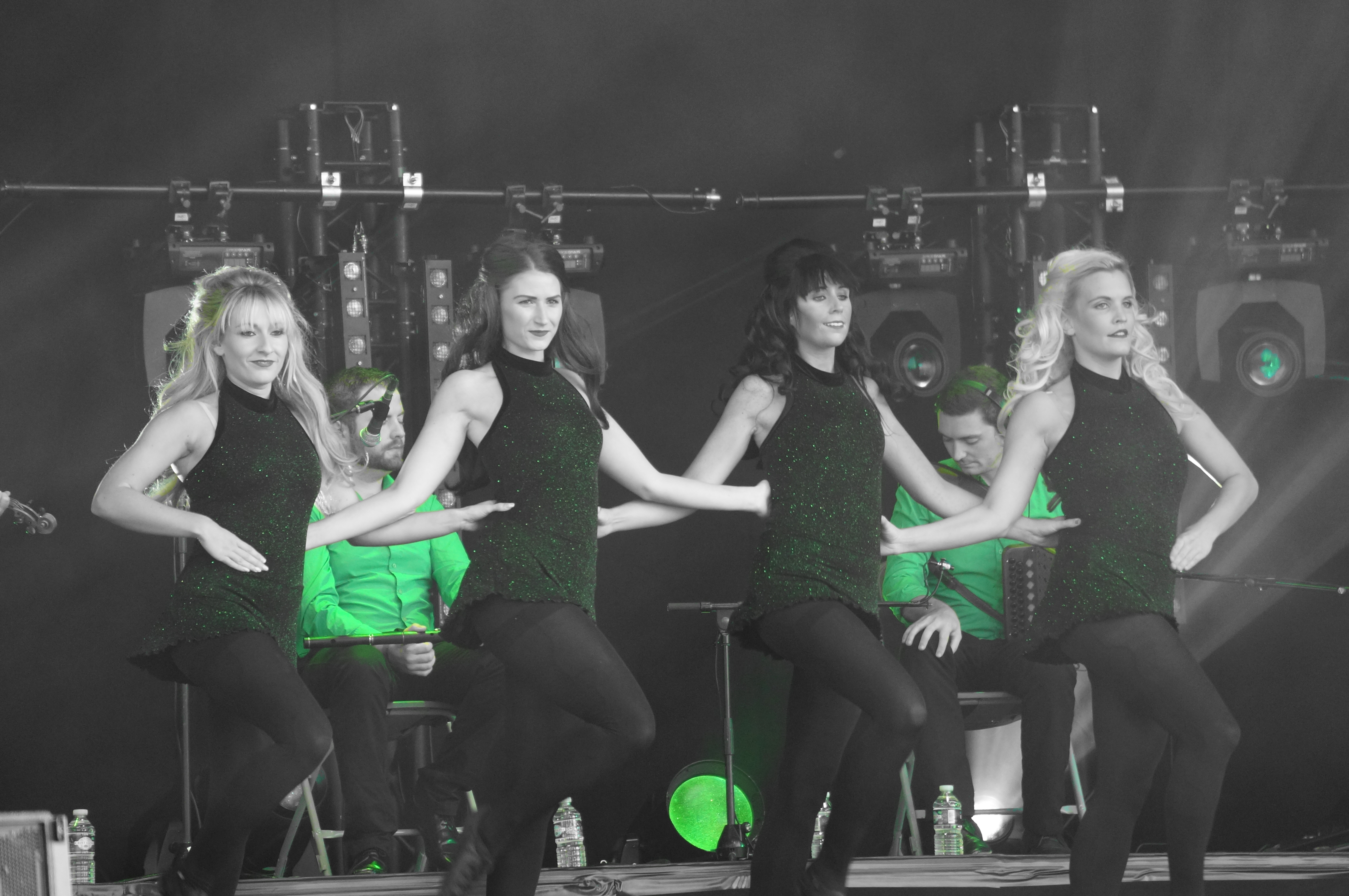
En représentation.

Celtic Legends est un groupe de musique traditionnelle irlandaise, né dans les plaines du Connemara.
Les jeunes artistes de Galway, Dublin, Belfast… conjuguent durant plusieurs heures le tempo de claquettes, de danse, la rythmique de la musique et la mélodie des ballades irlandaises.
Le "Tap Dance" et la musique ouvrent toutes grandes les portes d’un voyage au cœur de l’Irlande, tout comme les instruments traditionnels (Bodhran, fiddle, Uileann pipe, penny whistle…).